# Louis Béguin (homme politique)
Pour les articles homonymes, voir Béguin et Béguin-Billecocq.
Louis Béguin, sieur du Quartier, né le 1er mai 1747 à Baigneux-les-Juifs et mort le 25 juin 1831 à Paris, est un député de la Côte-d'Or à l'Assemblée législative de 1791 à 1792.

## Famille
Né le 1er mai 1747 à Baigneux-les-Juifs en Côte-d'Or, il est le fils de Claude Béguin, contrôleur des actes des notaires de la prévôté de Baigneux, bailli de Jours-les-Baigneux, procureur du roi et échevin de Baigneux et de Marie-Claude Debruere (ou de Bruere), fille de Louis Debruere, chirurgien-juré et d'Elisabeth Junot.
Il est le demi-frère du chanoine Nicolas Béguin (1737-1810), licencié en théologie, écrivain et savant, professeur de philosophie au collège Louis-le-Grand, chanoine de Notre-Dame de Beaune et directeur spirituel de l'Hôtel-Dieu de Beaune de 1784 à 1790.
Il épouse le 28 novembre 1781 à Montbard Marie-Françoise-Jacqueline Guényot, fille de Barthélémy Guényot et de Françoise Bienaymé (et tante de Jean-Andoche Junot, duc d'Abrantès), dont deux fils : Antoine-Marie (1786-1861), lieutenant de cavalerie au 14e régiment de dragons, chevalier de la Légion d'honneur (1814), et Paul (1791-1869), avocat aux conseils du roi et à la cour de Cassation.

## Carrière
En 1768 il est licencié en droit de l'université de Dijon. Avocat au Parlement de Paris en 1770, il est nommé le 8 novembre 1790 juge du tribunal de Semur-en-Auxois
Élu maire de Baigneux-les-Juifs en 1789, il est ensuite élu le 2 septembre 1791, député de la Côte-d'Or à l'Assemblée législative et siège dans les rangs des monarchistes constitutionnels. Il sera membre de la commission des Affaires étrangères, puis de celle des assignats et monnaie.
« Il fit partie, sans éclat, de la majorité. Partisan des idées nouvelles, il devint, dans la suite, administrateur de son département et rentra dans l'obscurité après la Révolution ».

## Armes

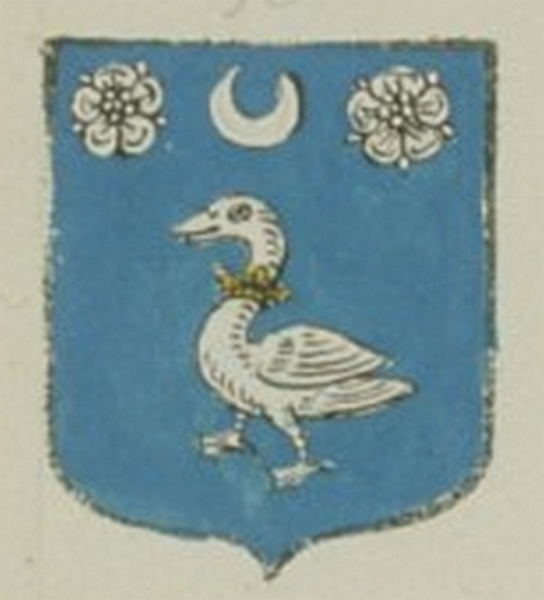
Armes de Nicolas Béguin enregistrées en 1703 à l'Armorial Général de France

Un membre de la famille Béguin, Nicolas Béguin, avocat au bailliage et siège présidial de Châtillon-sur-Seine, avait fait enregistrer en 1703 les armes suivantes à l'Armorial général de France : « D'azur, à une oye d'argent, le col passé dans une couronne d'or, et un croissant d'argent posé en chef, accosté de deux roses de même ».